# Norops limifrons
Norops limifrons är en ödleart som beskrevs av  Cope 1871. Norops limifrons ingår i släktet Norops och familjen Polychrotidae. Inga underarter finns listade i Catalogue of Life.